# Si (album)
Pour les articles homonymes, voir SI.
Albums de Jean-Jacques Debout
Nos doigts se sont croisés Hosanna
Si est un album studio du chanteur Jean-Jacques Debout. Il est paru en 1967.

## Titres
1. Les Cloches D'Ecosse
2. Les Filles De Ton Age
3. L'Etranger
4. C'Est La Dernière Année
5. Va Sans Te Retourner
6. Tous Les Jours Sont Les Mêmes
7. J'Ai Fait Chanter Ma Guitare
8. Ne Pas S'En Faire
9. Dans Quelques Mois
10. Si
11. Il Faut Apprendre A Dire Adieu
12. J'Embrasse Les Filles